# Håtuna stenhus

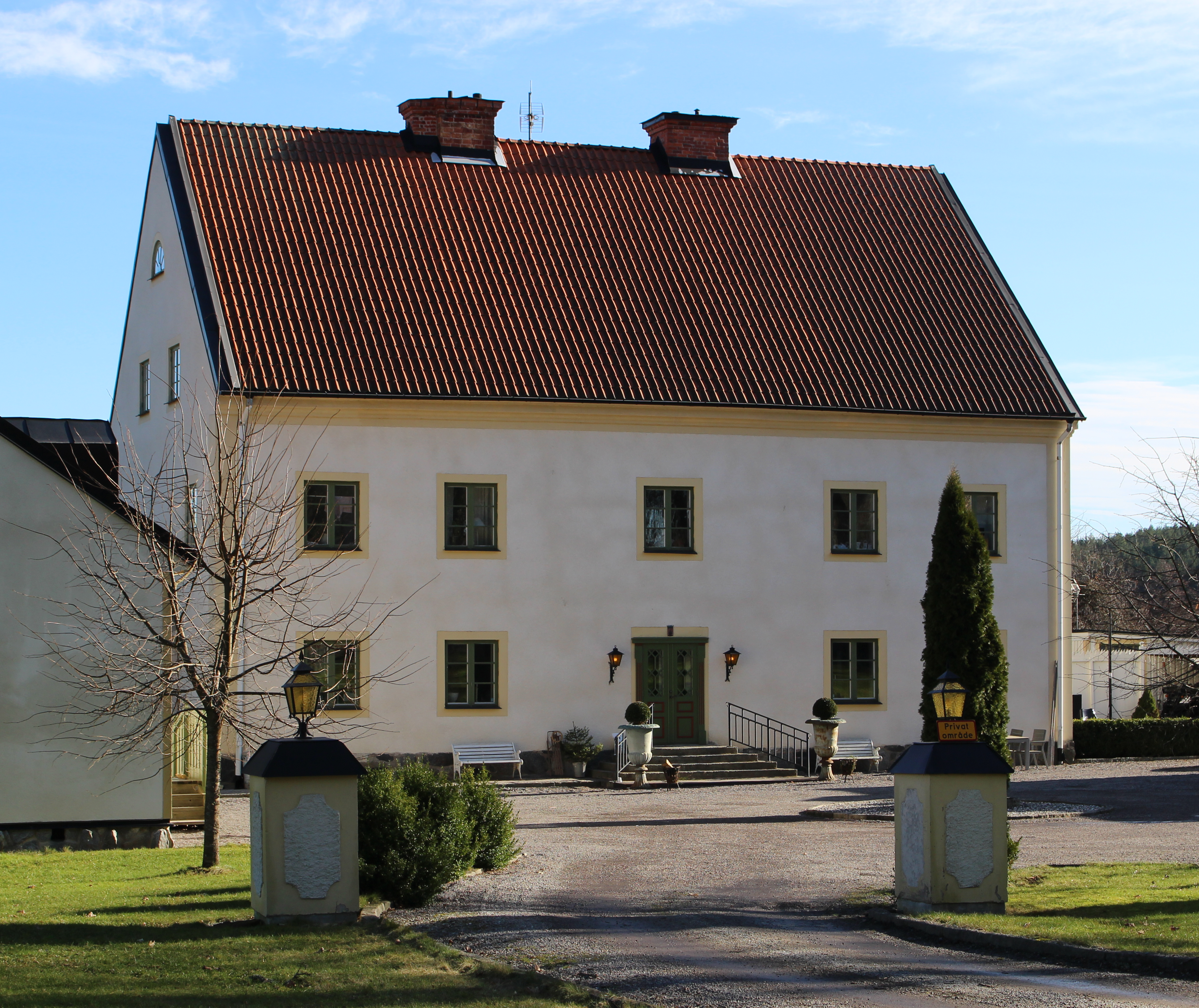
Håtuna stenhus i februari 2021.

Håtuna stenhus är en högrest stenbyggnad uppförd i Håtuna socken i Uppland under 1770-talet. Byggnaden nyttjades från början som änkesäte åt grevinnan Katarina Sparre. Genom giftermål kom sätet att i följande generationer övergå till ätten Hildebrand och Bonde från Eriksbergs gods i Sörmland. 
Håtuna stenhus är en av få byggnader från sin tid som bevarats i näst intill ursprungligt skick. I husets hall finns ett 12 meter högt trapphus med ursprungliga väggar, dörrar och dörrposter. Huset vilar på 4 välvda källarrum, troligen en del av den slottsanläggning fältmarskalk Fabian Berendes (1610-1670) lät uppföra under sin tid som sätets ägare.[källa behövs]
Utvändigt har Håtuna stenhus i det närmaste lämnats oförändrat, sånär som på det högresta tegeltaket som moderniserades med tvåkupigt tegel under 1900-talets senare del.
Under 1900-talets förra del köptes Håtuna stenhus av Paul U. Bergströms son Kristian Bergström. Idag förvaltas egendomen av dennes ättlingar i fjärde generationen.